# Магнолииды (подкласс)
Магнолииды (лат. Magnoliidae) — подкласс цветковых растений класса Двудольные (Magnoliopsida) в системе Тахтаджяна.

## Классификация
- Надпорядок Nymphaeanae Thorne ex Reveal (1992)
  - Порядок Amborellales
    - Семейство Amborellaceae

  - Порядок Nymphaeales
    - Семейства Hydropeltidaceae, Cabombaceae, Nymphaeaceae, Barclayaceae

  - Порядок Austrobaileyales
    - Семейство Austrobaileyaceae

  - Порядок Illiciales
    - Семейства Illiciaceae, Schisandraceae

  - Порядок Trimeniales
    - Семейство Trimeniaceae

  - Порядок Chloranthales
    - Семейство Chloranthaceae

  - Порядок Ceratophyllales
    - Семейство Ceratophyllaceae
- Надпорядок Magnolianae Takht. (1967)
  - Порядок Canellales
    - Семейства Winteraceae, Canellaceae

  - Порядок Magnoliales
    - Семейства Degeneriaceae, Magnoliaceae

  - Порядок Himantandrales
    - Семейство Himantandraceae

  - Порядок Annonales
    - Семейства Eupomatiaceae, Annonaceae

  - Порядок Myristicales
    - Семейство Myristicaceae
- Надпорядок Lauranae Takht. (1997)
  - Порядок Laurales
    - Семейства Monimiaceae, Idiospermaceae, Calycanthaceae, Atherospermataceae, Siparunaceae, Gomortegaceae, Hernandiaceae, Lauraceae
- Надпорядок Piperanae Reveal (1994)
  - Порядок Piperales
    - Семейства Lactoridaceae, Saururaceae, Piperaceae, Peperomiaceae, Aristolochiaceae

  - Порядок Hydnorales
    - Семейство Hydnoraceae
- Надпорядок Rafflesianae Thorne ex Reveal (1996)
  - Порядок Mitrastemonales
    - Семейство Mitrastemonaceae

  - Порядок Rafflesiales (Cytinales)
    - Семейства Apodanthaceae, Rafflesiaceae, Cytinaceae